# Renforcement de sol par colonnes ballastées
Pour les articles homonymes, voir Ballast.

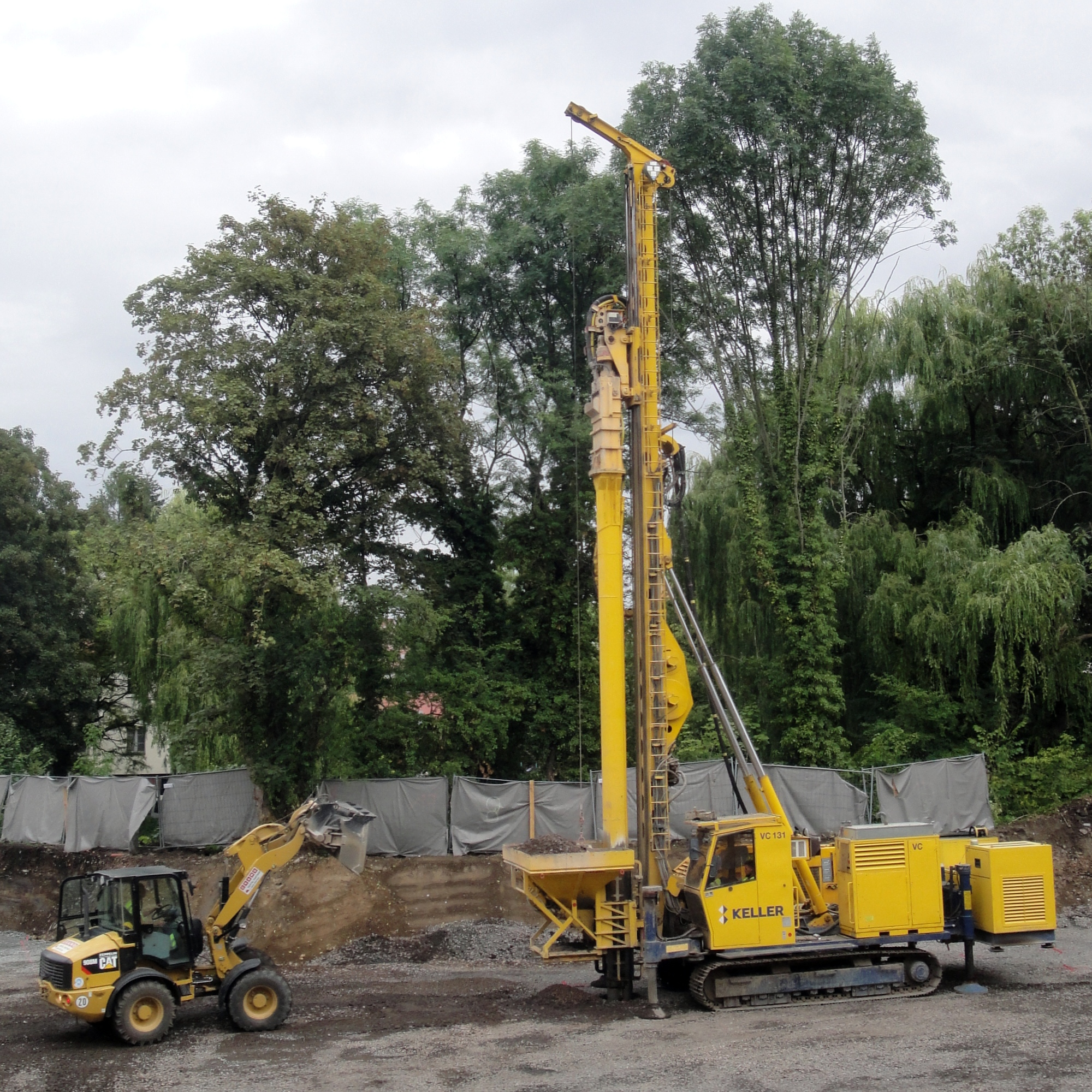
Renforcement de sol par colonnes ballastées

Le renforcement de sol par colonnes ballastées, généralement désigné simplement par la locution colonnes ballastées, est une technique de renforcement de sol consistant en l'inclusion dans un sol dont les capacités de portance sont insuffisantes de puits — les « colonnes » — remplis de matériau à la fois perméable à l'eau et de caractéristiques mécaniques élevées — le « ballast. » Cette méthode permet, à l'instar des autres méthodes de renforcement de sol, de réaliser des fondations superficielles sur un terrain en place dont les caractéristiques géotechniques d'origine ne le permettent pas.

## Fonctionnement
L'objectif d'un renforcement de sol par colonnes ballastées est d'améliorer les caractéristiques géotechniques d'un sol. Elles permettent, en substituant localement par un matériau granulaire frottant le sol existant peu résistant, de moindre raideur et compressible, en vue d'obtenir une amélioration mécanique globale de l'ensemble « sol plus colonnes, » notamment en termes de compressibilité.
En particulier, en présence d'un sol argileux et saturé d'eau, pour lequel il n'est pas possible d'améliorer la capacité portante simplement en compactant le sol, cette méthode permet de rigidifier les terrains lâches ou susceptibles de le devenir dans le cas d'une sollicitation (séisme). Dans les silts, la réalisation de colonnes ballastées densifie le sol. Une alternative à la colonne ballastée est la méthode de renforcement de sol par inclusions rigides ; cette méthode fait descendre dans le sol des éléments verticaux rigides en béton, en bois ou en métal.
La colonne ballastée est réalisée dans l'ensemble de la couche de sol lâche, décompressée ou fortement humide, et descend jusqu'à une couche de terrain dotée de meilleures qualités géotechniques. Néanmoins, contrairement aux systèmes de fondation profonde, qui eux cherchent à descendre les charges vers un substratum rocheux ou une couche de terrain suffisamment portante pour travailler en pointe, mobilisant éventuellement les frottements latéraux de pieux, puits ou micropieux, le renforcement de sol vise l'amélioration globale de la portance de la couche de sol dans laquelle sont réalisées les colonnes ballastées. Concrètement, les colonnes ballastées reportent les charges à travers une couche de sol de qualité médiocre, sur une couche sous-jacente plus résistante ; en usant de la propriété dite « d'étreinte latérale » de la couche de sol traversée, c'est donc toute la couche de sol ainsi globalement rigidifiée qui est mobilisée, et non uniquement la colonne ballastée. De plus, la colonne, réalisée en matériau drainant, facilite le processus naturel de consolidation du sol.
Ce procédé est particulièrement utilisé dans les zones recelant des argiles hydrogonflantes, et évitent ainsi les désordres qui peuvent apparaître du fait de phénomènes de retrait-gonflement. Toutefois, le terrain objet de la mise en œuvre de ce renforcement doit nécessairement être à même de réaliser une étreinte latérale de la colonne, sans quoi celle-ci va se disperser dans les sols avoisinants lors de l'application des charges et rendre ainsi inopérant le renforcement.
En traitant de manière globale la portance d'un terrain, ce type de traitement de sol est particulièrement adapté pour la réalisation d'ouvrages étendus, qu'il s'agisse de bâtiment ou de voiries. Il est toutefois important de comprendre qu'il s'agit bien là d'un traitement global et non d'un traitement ponctuel comme dans le cas de la fondation profonde ; de nombreux sinistres ont été constatés lorsque des colonnes ballastées ont été réalisées afin de fonctionner comme des pieux, ce à quoi elles ne sont pas destinées. Les tassements engendrés ont pu causer des sinistres importants.

## Mise en œuvre
L'étude d'un renforcement de sol par colonnes ballastées est la combinaison des expertises de deux métiers de la construction ; d'une part, le géotechnicien qui, au travers de ses missions de diagnostic, va identifier un sol qui conjugue la problématique de compacité insuffisante et la caractéristique de pouvoir accueillir ce type de renforcement de sol ; d'autre part, l'ingénieur structure qui est à même de réaliser le dimensionnement des ouvrages de renforcement par l'application du DTU 13.2.
La mise en œuvre d'un renforcement de sol par colonnes ballastées est réalisée par une entreprise spécialisée dans les ouvrages de traitement de sols. Il peut s'agir d'une entreprise réalisant plus généralement des fondations spéciales, quoiqu'il ne s'agisse pas là de fondations à proprement parler, mais bien d'un traitement de sol visant l'amélioration de ses caractéristiques géotechniques.
Il existe deux méthodes de mise en œuvre dites « voie sèche » et « voie humide » dans lesquelles diffère la façon de mettre en œuvre le ballast. Mais les travaux préparatoires restent exécutés de la même façon que l'on se trouve à réaliser la colonne ballastée selon une voie ou l'autre.
Depuis la plateforme de travail, laissée par le terrassier, un « atelier » vient se mettre en place au droit de la première colonne à réaliser. Les colonnes sont réalisées l'une après l'autre, traitant l'ensemble de la zone de terrain à renforcer. Une fois cette prestation achevée, le maçon vient réaliser directement sur la tête de colonne sa fondation superficielle.

### Voie sèche
La mise en œuvre de colonnes ballastées par voie sèche, dite également « système bottom feed, » consiste à descendre le ballast en pied de vibreur tout en refoulant le terrain substitué par un sas sous pression d'air. Les graviers sont insufflés par une « pompe à gravier. »

### Voie humide
Dans le cas de la mise en œuvre de colonnes ballastées par voie humide, la création de la cavité destinée à recevoir dans le sol renforcé le gravier est faite par l'envoi d'eau sous pression. Les matériaux substitués sont extraits en tête de colonne.